# Teatro Nacional de Cuba
El Teatro Nacional de Cuba es un edificio en la Plaza de la Revolución, La Habana, Cuba.
Abrió sus puertas el 3 de septiembre de 1979, con ocasión de una gala para las delegaciones a la Sexta Cumbre del Movimiento de Países No Alineados. Se compone de dos salas. La sala más grande lleva el nombre de la escritora hispano-cubana Gertrudis Gómez de Avellaneda, la más pequeña lleva el nombre del actor cubano Francisco Covarrubias (1775-1850).

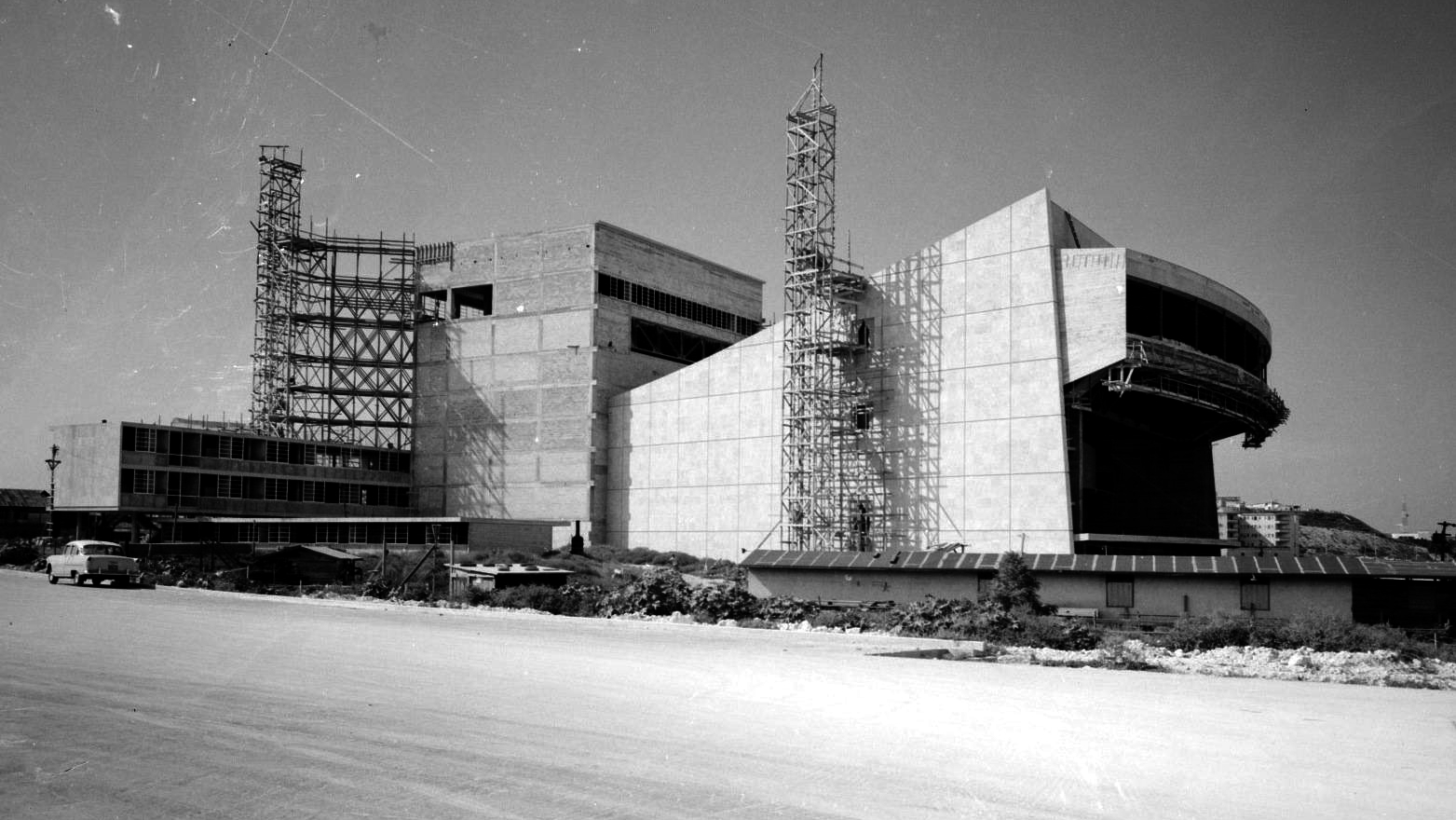
Teatro Nacional de Cuba, 19 de julio de 1957.

La construcción del Teatro Nacional de Cuba fue aprobada en 1951 bajo la administración de Carlos Prío Socarrás, las obras comenzaron al año siguiente.
La primera piedra para la construcción del Teatro Nacional se colocó el 29 de julio de 1952, dos meses después se firmó un contrato con la empresa Purdy & Henderson como contratista civil y con la firma Arroyo y Menéndez como director técnico y facultativo de la obra. 
El National Theatre se inspiró en el Radio City Music Hall de Nueva York y se concibió con tres salas: una grande para representaciones de ópera y ballet, una pequeña para teatro dramático y una sala "experimental", además de grandes salas para vestidores. aulas, talleres, biblioteca y academias. 
Se proyectó como el teatro más grande de Cuba y se esperaba que estuviera terminado para julio de 1954, pero la construcción fue tan lenta y discontinua que en 1959 aún faltaba gran parte de la obra. 
El Teatro Nacional cuenta con dos auditorios, la Sala Covarrubias y la Sala Avellaneda. Los dos auditorios tienen una capacidad combinada de 3500 personas, lo que lo convierte en uno de los teatros más grandes del país. 
Los eventos aquí incluyen producciones del ballet nacional, obras de teatro, musicales y orquesta, así como una serie de conferencias y talleres. 
En 1960 se inauguró la Sala Covarrubias y durante ese año se realizaron una serie de actividades culturales, pero a partir de marzo de 1961 dejaron de presentar espectáculos por sus aún precarias condiciones, siendo destinadas a servir como sala de ensayo y, posteriormente, para depósito de conjuntos y muebles 
No es hasta la segunda mitad de la década de 1970 que se asume la finalización del edificio, siendo su inauguración completa y definitiva el 3 de septiembre de 1979.

## Galería

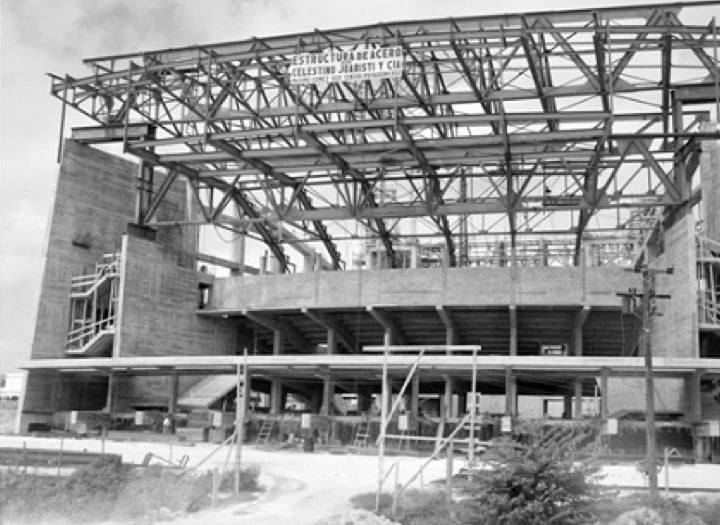
Teatro Nacional de Cuba durante su construcción.
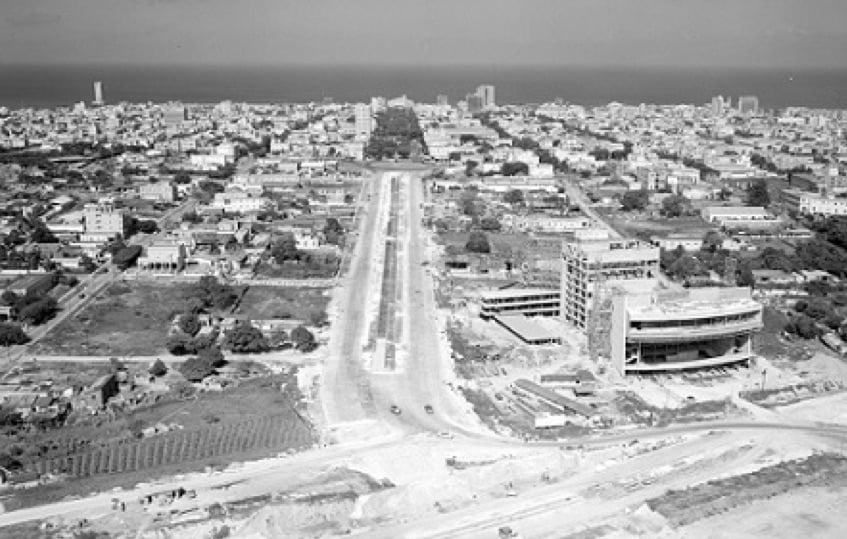
Teatro Nacional de Cuba durante su construcción.
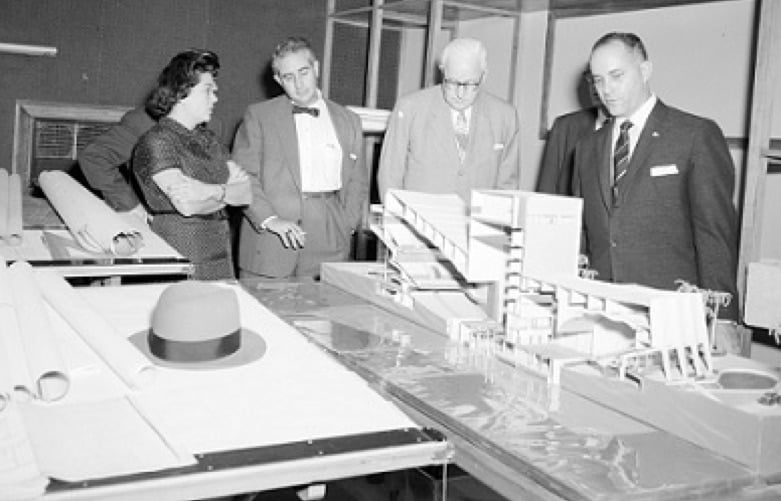
Teatro Nacional de Cuba durante su construcción.
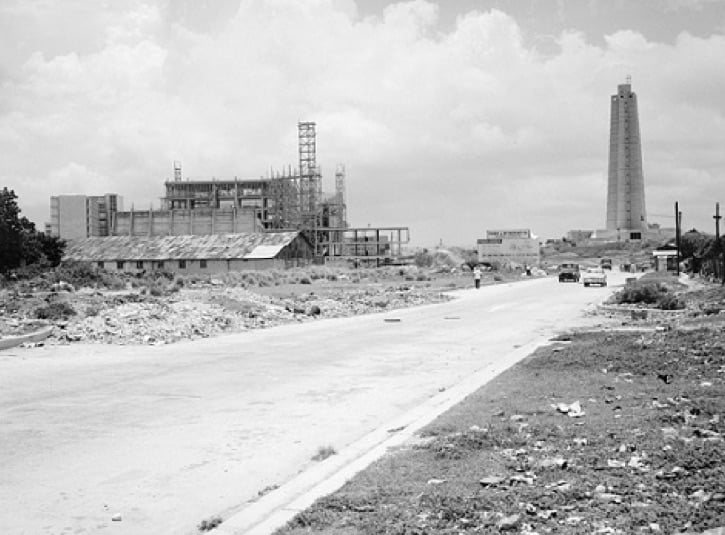
Teatro Nacional de Cuba durante su construcción.
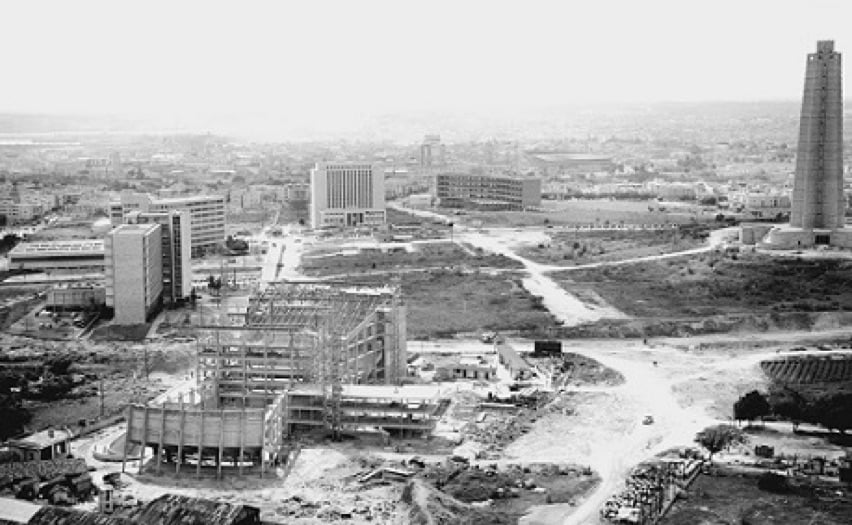
Teatro Nacional de Cuba durante su construcción.
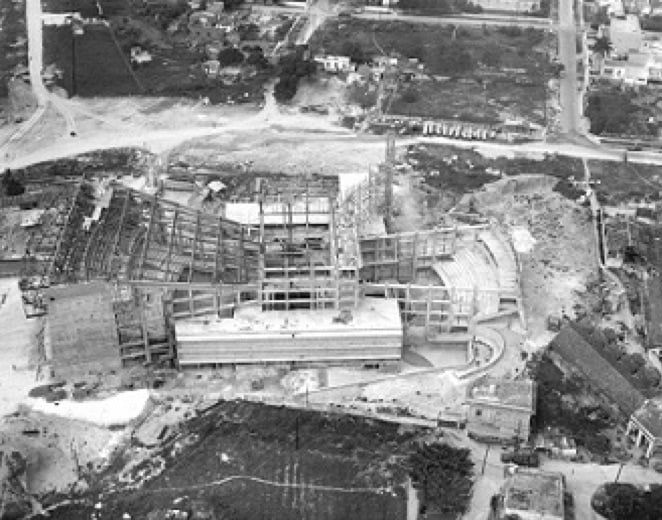
Teatro Nacional de Cuba durante su construcción.